# Houssem Aouar
Houssem Aouar (Lyon, 30 de junho de 1998) é um futebolista argelino nascido na França que atua como meia. Atualmente joga pelo Al-Ittihad, da Arábia Saudita. Durante sua passagem pelo Lyon, foi considerado como uma das principais promessas de sua geração.

## Carreira
Houssem Aouar começou a carreira nas categorias de base do Lyon.

## Títulos
Al-Ittihad
- Campeonato Saudita: 2024–25[3]
- Copa do Rei: 2024–25[4]

### Prêmios individuais
- Equipe ideal da Liga dos Campeões da UEFA: 2019–20[5]